# زبان گوجری
گوجری (गुर्जरी, گُوجَری) یک زبان هندوآریایی است که گوجرها در هند، پاکستان و افغانستان بدان گفتگو می‌کند.
این زبان بیشتر در جامو و کشمیر، هیماچال پرادش، هاریانا، اوتاراکند، راجستان، گجرات، پنجاب، دهلی و سایر بخش‌های هند رایج است. دولت جامو و کشمیر گوجری را به عنوان زبان رسمی خود در برنامه ششم قانون اساسی ایالتی پذیرفته‌است.
گوجرها در سراسر پاکستان به ویژه در بخش‌های هزاره، ملاکند، پیشاور، کشمیر آزاد و گلگت-بلتستان تکلم می‌شود. در پاکستان چندین سازمان و مؤسسه، از جمله یک شبکه خبری، برای ارتقای گوجری کار می‌کنند. گوجری همچنین در دو استان در جنوب شرق افغانستان هم گفتگو می‌شود.